# Haagen Imre
Haagen Imre (1970. október 13. –) magyar énekes, színész, szinkronszínész, költő, dalszövegíró. 
A Boomerang és a Cartoon Network hangja. A Rádió 17, a Rádió Bézs és a Fáklya Rádió egykori szerkesztője és műsorvezetője. A Dalköltők Társasága zenekar alapítója és énekese. 2022 áprilisában verseskötete jelent meg Szélviharmónia címmel. 2023-ban megjelent Felhőgramofon című második kötete. 2024-ben megjelent saját szerzeményeit tartalmazó Fények és árnyék című pop-rock zenei szóló albuma, melyen a címadó dalt Fekete Lindával, a Stex című slágert pedig Szolnoki Péterrel énekli.

## Élete és pályafutása
Zenei karrierjét Sík Olga, majd Kővári Judit növendékeként kezdte. Énekelt az Academya, a Nahát Chaplin!, a Blues Steel, a Kantin, a Filado, az Esőnap és a Chilli Jam Session zenekarokban. Saját albumai mellett dalszövegeket írt többek között Fehér Adriennek, Tunyogi Péternek, Mujahid Zolinak, az Alma, Finucci Bros és a Bojtorján együtteseknek. Színészi karrierje a szinkronizálás területen indult el üstökös szerűen és mind a mai napig rendszeresen szinkronizál. Játszott a Barátok közt, a Jóban rosszban, a Gólkirályság, a Munkaügyek, a Séf meg a többiek és a Keresztanyu című sorozatokban és a Pappa Pia című filmben. Országos ismertségre a Drága örökösök egyik főszereplőjeként, Horváth Attilaként tett szert.  
Színpadi szerepei: Szélestenyerű Fejenagy : Petőfi Sándor  - A helység kalapácsa (Gergely Theater) A király : Csipkerózsika (Gergely Theater) Sziráky gróf - Ami késik nem múlik (Gergely Theater) 
Állandó tagja a KÉPZELETSZÍNHÁZ és a HANGSZÍNHÁZ társulatának, valamint rendszeresen vendégszerepel a Pszichoszínház színpadán. 
1997-ben a Horvátországban, a  Varazsdini Fesztiválon képviselte Magyarországot és a 3. díjat nyerte el Demjén Ferenc, Hogyan tudnék élni nélküled című dalának - Bradányi Iván által írt - angol nyelvű feldolgozásával. Szerepelt a Tv2 Kifutó című műsorában George Michael Older című dalával. Rendszeresen koncertezik Haagen Imre és Barátai nevű zenekarával, és a Dalköltők Társasága zenekarral, melynek alapítója és zenekarvezetője. Kollár Tamás zongoraművésszel, aki mindkét zenekarában partnere, folyamatosan koncerteznek Voice&Piano műsorukkal, valamint rendszeresen színpadra lép zenés félplayback műsorával országszerte. 
Költőként és színészként új szintre emelte a polgári búcsúztatás fogalmát. Mint polgári búcsúztató számtalan családnak van segítségére a méltó elengedésben.  

## Munkássága

### Sorozatok
- Barátok közt – Köles Rezső gépjármű oktató
- Jóban Rosszban – Kozári Imre
- Munkaügyek – munkás
- Drága örökösök – Horváth Attila
- Keresztanyu – Taxisofőr
- A Séf meg a többiek – Elnök
- Drága örökösök – A visszatérés – Horváth Attila
- Gólkirályság – Pornó producer

### Szinkronszerepei
- Csúcsformában: Sang
- A Simpson család – a film: Nemzetbiztonsági munkás, Őr, Környezetvédelmi dolgozó
- Pokoli macskák - Jackson Galaxy
- Kemény motorosok - Chibs
- A szív útjai - Kenan
- Pókember elképesztő kalandjai: Loki (1. évad)
- Star Wars: A klónok háborúja: Obi-Wan Kenobi (6. évadtól), Jek
- Agymenők: Zack Johnson (1. hang)
- Totál Dráma: Owen
- Megjött apuci 2: Jason Sinclair
- Csernobil: Valerij Hodemcsuk
- Totál Drámaráma: Owen

### Videojáték
- League of legends - Jhin (szinkron)